# 8358 Rickblakley
8358 Rickblakley eller 1989 VN5 är en asteroid i huvudbältet som upptäcktes den 4 november 1989 av de båda amerikanska astronomerna Carolyn S. Shoemaker och David H. Levy vid Palomar-observatoriet. Den är uppkallad efter Rick Blakley.
Den tillhör asteroidgruppen Nysa.